# سد گوانینیان
سد گوانینیان (به لاتین: Guanyinyan Dam) یک سد و نیروگاه برقابی در چین است.